# Мосећ (Ружић)
Мосећ је насељено мјесто у општини Ружић, у Шибенско-книнској жупанији, Далмација, Република Хрватска.

## Географија
Налази се 6 км југоисточно од Дрниша. Село је разбијеног типа и састоји се од више удаљених заселака на планини Мосећ.

## Култура
У Мосећу се налази римокатоличка црква Св. Мартин из 1890. године.

## Историја
Некада је припадало општини Дрниш. За вријеме рата у Хрватској (1991―1995), село је било под хрватском контролом, у пограничној зони према Републици Српској Крајини.

## Становништво
Према попису из 1991. године, Мосећ је имао 149 становника, 134 Хрвата, 10 Срба и 5 осталих. Према попису становништва из 2001. године, Мосећ је имао 108 становника. Мосећ је према попису становништва из 2011. године имао 75 становника.
| Демографија | Демографија | Демографија |
| Година      | Становника  | Становника  |
| ----------- | ----------- | ----------- |
| 1961.       | 366         |             |
| 1971.       | 311         |             |
| 1981.       | 255         |             |
| 1991.       | 149         |             |
| 2001.       | 108         |             |
| 2011.       |             | 75          |

### Презимена
- Милаковић — Православци
- Баран — Римокатолици
- Грбавица — Римокатолици
- Дугеч — Римокатолици
- Елез — Римокатолици
- Струње — Римокатолици
- Шарић — Римокатолици
- Шперанда — Римокатолици